# 偶像大師 星光舞台
《偶像大師 星光舞台》，是一款由萬代南夢宮工作室開發的偶像養成遊戲。
遊戲為偶像大师系列作品之一，也是繼《偶像大師 白金星光》之後，第二款在PlayStation 4平台上獨佔發行的系列作品。於2017年12月21日在日本、韓國、台灣、香港四地同步發售。

## 概要
玩家在遊戲中將扮演「765事務所製作人」一役，培養事務所旗下的各位偶像。在本作中，玩家將以舉行由互為對手的765事務所和961事務所的兩位社長過去共同籌劃但最終擱淺的「星光舞台」（即Stella Stage）為目標。本作遊戲系統在沿襲《白金星光》遊戲系統基礎之上，還新增了「技能訓練」、「休息」等新系統。
本作中的3D效果製作採用了MATCHLOCK股份有限公司的軟件BISHAMON。

## 遊戲系統
在本作中，通過舉辦演唱會可獲得訓練點數（即Coaching Point，簡稱CP），在類似桌遊棋盤的技能訓練板上使用訓練點數解鎖訓練方塊，偶像便可習得該方塊的技能，令各方面的能力得到提升。通過不斷解鎖已解鎖方塊的相鄰訓練方塊，還可以解鎖新樂曲、獲得偶像服飾等。
偶像每次活動后積累的疲勞越多，演唱會氣氛將越來越難以高漲起來，此時可通過休息進行回復，休息時玩家所扮演的製作人將與偶像相約去動物園或游泳館等地遊玩消解疲勞。
本作可以繼承前作《白金星光》DLC創刊號到6號的樂曲、服裝、飾品等部分可下載內容。

## 樂曲
《白金星光》中的所有初期收錄樂曲在本作中亦有收錄，並在此之外增加了一些新樂曲。

### 初期收錄樂曲
於本作中初次使用的樂曲以粗體表示。
- ToP!!!!!!!!!!!!!
- THE IDOLM@STER 2nd-mix
- Thank You!
- relations
- Kosmos, Cosmos
- SMOKY THRILL
- Brand New Day!
- shy→shining

遊戲初期玩家可遊玩的樂曲有《Top!!!!!!!!!!!!!》、《THE IDOLM@STER 2nd-mix》、《Thank You!》3曲。另有一些需要習得特定技能方塊、或達成一定條件方可解鎖遊玩的樂曲。

### 特殊樂曲、對手專用樂曲
- （僅限地獄特訓）
- Blooming Star（僅限詩花）

## 發行

### CD
《THE IDOLM@STER STELLA MASTER》作為《星光舞台》的原聲音樂系列CD，由日本古倫美亞負責發行。

### DLC
本作與其他偶像大師系列遊戲作品一樣，都發行有DLC內容。在遊戲發售的初期，每隔約半個月便會在DLC目錄中發佈各種各樣的全新服裝和飾品等追加內容。全部DLC預定將分為6號完成發佈。
- 創刊號 - 2017年12月21日發佈
  - 追加樂曲：《Vertex Meister》（新曲）、《Destiny》、《M@STERPIECE》、
  - 新增服裝：宇宙女孩、命運之星、星星碎片回憶、海藍簾幕、天使甜點師、每日假期
  - 飾品：神聖玫瑰等共計16種飾品
  - 道具：共計9種道具，在遊戲中道具擁有使服裝等級上升等效果
  - 其他：遊戲中使用的錢幣、各個偶像給玩家扮演的製作人發送的短訊
- 第2號 - 2018年1月11日發佈
  - 追加樂曲：（新曲）、《MEGARE!》、《Fate of the World》
  - 新增服裝：星際導覽者、熱帶泳者、永恆之星☆☆☆、睡夢首席女歌手、蝴蝶之夢、藍天藍
  - 飾品：北極北極等共計16種飾品
  - 道具：共計9種道具
  - 其他：遊戲中使用的錢幣
- 第3號 - 2018年1月25日發佈
  - 追加樂曲：（新曲）、《Good-Byes》、《shiny smile》、
  - 新增服裝：寂寞探險家、畢業日、群願奇跡、牽線木偶、彩繪砂糖薔薇、古典和風
  - 飾品：敬啟，紙飛機等共計16種飾品
  - 道具：共計9種道具
  - 其他：遊戲中使用的錢幣
- 第4號 - 2018年2月8日發佈
  - 追加樂曲：《We Have A Dream》、《The world is all one !!》、
  - 新增服裝：彩虹夢幻、世界回憶、撲克牌士兵的休息、瞌睡牡羊座
  - 飾品：我的心髮圈等共計16種飾品
  - 道具：共計9種道具
  - 其他：遊戲中使用的錢幣
- 第5號 - 2018年2月22日發佈
  - 追加樂曲：、《Colorful Days》
  - 新增服裝：漢堡女孩·Ｗ、多彩新世界！、向日葵甜心、水幻朦朧
  - 飾品：我的警長帽等共計16種飾品
  - 道具：共計9種道具
  - 其他：遊戲中使用的錢幣
- 第6號 - 2018年3月15日發佈
  - 追加樂曲：《MUSIC♪》、《First Stage》、
  - 新增服裝：十三指揮者、親愛的第一次、做夢雛菊、惡魔黑洞
  - 飾品：旋律髮夾等共計16種飾品
  - 道具：共計9種道具
  - 其他：遊戲中使用的錢幣

## 評價
在雜誌《周刊Fami通》的Cross Review中，本作以33分（滿分40分）的得分入選黃金殿堂。

## 外部連結
- 官方網站 （页面存档备份，存于）（日語）